# Aeroporto Internazionale di Sacramento

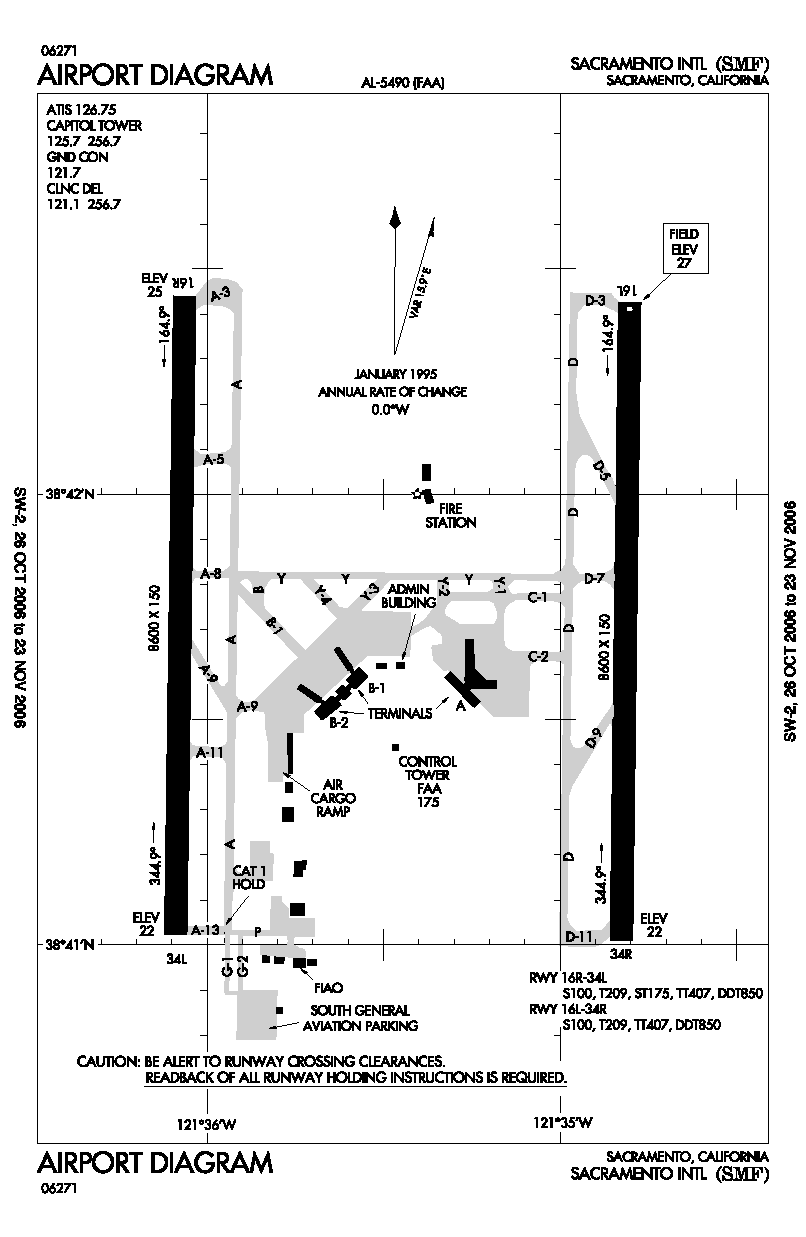
descrizione delle piste

L'aeroporto internazionale di Sacramento è un aeroporto situato a 16 km dal centro di Sacramento (California), negli Stati Uniti d'America.

## Statistiche
Questo grafico non è disponibile a causa di un problema tecnico.
Si prega di non rimuoverlo.
Vedi la query Wikidata di origine.